# Podhać
Podhać (biał. Подгаць; ros. Подгать, Podgat`; pol. hist. Podhać) – wieś na Białorusi, w obwodzie homelskim, w rejonie oktiabrskim, w sielsowiecie Łomowicze.